# 洛坦冈
洛坦冈（法語：Lottinghen，法語發音：[lɔtɛ̃ɡɑ̃]）是法国上法蘭西大區加来海峡省的一个市镇，属于滨海布洛涅区。

## 地理
洛坦冈（50°41'3"N, 1°55'57"E）面积10.11 平方千米，位于法国上法蘭西大區加来海峡省，该省份为法国北部沿海省份，西北濒北海，南至索姆省，东临北部省。
与洛坦冈接壤的市镇（或旧市镇、城区）包括：凯克、布莱坎、圣马丹绍凯勒、塞勒、瑟南冈、桑莱克、旧穆捷。

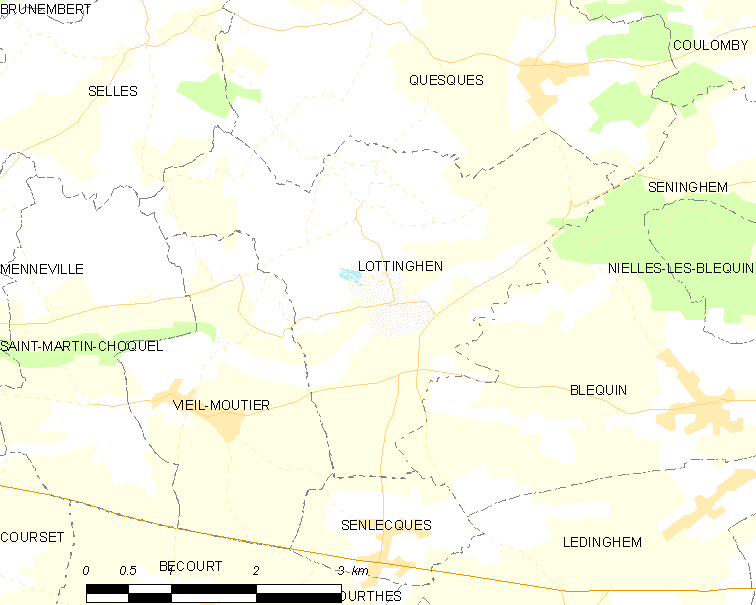
洛坦冈的OSM定位图

洛坦冈的时区为UTC+01:00、UTC+02:00（夏令时）。

## 行政
洛坦冈的邮政编码为62240，INSEE市镇编码为62530。

## 政治
洛坦冈所属的省级选区为代夫勒县。

## 人口

1962-2008年间洛坦冈人口变化图示

洛坦冈于2022年1月1日时的人口数量为541人。